# Платон (Удовенко)
Митрополи́т Плато́н (в миру Влади́мир Петро́вич Удове́нко; род. 17 ноября 1940, посёлок Успенка, Ворошиловградская область) — епископ Русской православной церкви на покое, митрополит Феодосийский и Керченский (2012—2024); народный депутат РСФСР и РФ (1990—1993), член Верховного совета РСФСР и РФ (1991—1992).
Тезоименитство — 5 апреля (18 апреля), преподобного Платона Студийского.

## Биография

### До архиерейства
Родился на Украине, был четвёртым ребёнком в семье, рано потерявшей отца. После окончания школы в 1957 году поступил послушником в Успенский монастырь в Одессе, где провёл год, работая в свечной мастерской.
С 1958 года учился в Киевской духовной семинарии, после её закрытия в 1960 году — в Одесской духовной семинарии.
В 1961—1964 годах служил в рядах Советской Армии, после чего продолжил обучение в семинарии.
В 1965 году окончил семинарию и поступил в Ленинградскую духовную академию, где защитил диссертацию по богословию «Исторический обзор взаимоотношений Русской и Римско-Католической Церквей».
Работал референтом в Отделе внешних церковных сношений Московского Патриархата (ОВЦС), продолжая обучение в аспирантуре Московской духовной академии.
В 1971 году председателем ОВЦС митрополитом Никодимом (Ротовым) пострижен  в монашество, в том же году рукоположён в иеродиакона и иеромонаха, а в 1972 году митрополитом Никодимом возвёдён в сан архимандрита и направлен в Аргентину.

### Архиерейство
16 декабря 1973 года хиротонисан во епископа Аргентинского и Южноамериканского (вместо епископа Максима); хиротонию возглавил патриарх Пимен.
6 октября 1977 году возведён в сан архиепископа и назначен экзархом Центральной и Южной Америки (предшественником его по управлению экзархатом был архиепископ Никодим (Руснак)).
В 1980 году сменил на Свердловской и Курганской кафедре заболевшего архиепископа Климента, одновременно получив во временное управление Челябинскую епархию. В 1983 году смог открыть приход в Камышлове — первый в епархии за тридцать лет. Кроме того, с 1981 году до 1986 года был заместителя председателя ОВЦС.
В 1984 году, после ухода на покой митрополита Иоанна (Вендланда), занял Ярославскую и Ростовскую кафедру. При нём в епархии Церкви было возвращено восемь храмов в Ярославле и более пятидесяти по области, началось восстановление Толгского и Спасо-Яковлевского монастырей, обретены мощи: князей Фёдора Ростиславича, Давида и Константина Фёдоровичей, Василия и Константина Всеволодовичей, святителей Димитрия, Иннокентия и Игнатия, преподобного Авраамия.
18 марта 1990 года был избран народным депутатом РСФСР от Кировского территориального избирательного округа № 773 (Ярославль), с 2 ноября 1991 года по 14 декабря 1992 года являлся членом Верховного совета РСФСР, а затем и РФ. Работал в комитете Верховного Совета по свободе совести, участвовал в написании закона «О свободе вероисповеданий». По мнению современных социологов, этот закон открыл «простор для образования многочисленных новых религиозных объединений».
В июне 1990 года участвовал в Поместном соборе РПЦ, внёс предложение о снижении числа голосов, необходимых кандидату от Поместного собора для включения в окончательный список кандидатов в патриархи, но принято оно не было. Сам архиепископ предложил кандидатуру митрополита Волоколамского Питирима (Нечаева). Помимо этого, архиепископ Платон принимал участие в дискуссиях, например, предложив обратиться с посланием к прихожанам РПЦЗ.
С 1 ноября 1993 года вторично управлял Аргентинской и Южноамериканской епархией.
В 2000 году участвовал в архиерейском соборе РПЦ, на котором высказался против ограничения полномочий Поместного собора.
29 февраля 2004 года Патриархом Алексием II возведён в сан митрополита.
С 2010 по 26 июля 2012 года — 2-й вице-председатель Православного епископского собрания Южной Америки.
26 июля 2012 года освобождён от управления Аргентинско-Южноамериканской епархией и переведён в Украинскую Православную Церковь с последующим назначением на кафедру Синодом последней. Перед окончательным отъездом из Южноамериканской епархии митрополит Платон нанёс прощальный визит во все приходы своей епархии.
20 декабря 2012 года назначен управляющим новообразованной Феодосийской и Керченской епархией.
7 июня 2022 года на заседании Священного синода Русской православной церкви Феодосийская епархия была принята в непосредственное каноническое и административное подчинение Патриарху Московскому и всея Руси и Священному Синоду Русской Православной Церкви.
25 июля 2024 года решением Священного синода РПЦ освобождён от управления Феодосийской епархией с выражением благодарности за понесенные многолетние архипастырские труды и почислен на покой, местом пребывания на покое была определена Республика Крым с получением содержания от Феодосийской епархии.

## Награды

### Светские награды

#### НаградыРоссийской Федерации
- Орден Дружбы (11 августа 2000 года) — за большой вклад в развитие духовных и культурных связей зарубежной общественности с Россией[15]

### Церковные награды

#### НаградыИерусалимской православной церкви
- Орден Святой Иерусалимской Церкви (1982)

#### НаградыРусской православной церкви
- 1977 — Орден святого равноапостольного великого князя Владимира II степени
- 1980 — Орден преподобного Сергия Радонежского II степени
- 1996 — памятная панагия
- 1997 — Орден святого благоверного князя Даниила Московского II степени
- 1999 — Медаль преподобного Макария Унженского
- 2000 — Юбилейная Патриаршая грамота 2000-летия Рождества Христова
- 2000 — Орден преподобного Сергия Радонежского I степени
- 2003 — Орден святителя Иннокентия, митрополита Московского и Коломенского II степени
- 2006 — памятная панагия
- 2010 — Орден святого преподобного Серафима Саровского II степени
- 2010 — Патриаршая медаль в честь 30-летия основания художественно-производственного предприятия «Софрино»
- 2010 — Медаль благоверного князя Ярослава Мудрого
- 2012 — Медаль «В память 200-летия победы в Отечественной войне 1812 года»
- 2012 — Медаль святой великомученицы Екатерины
- 2013 — юбилейная панагия
- 2013 — почётный знак отличия «1025-летие Крещения Киевской Руси»
- 2015 — орден прп. Серафима Саровского I степени
- 2018 — орден свт. Иннокентия Московского I степени
- 2020 — орден благоверного князя Даниила Московского I степени
- 2023 — орден свт. Алексия Московского I степени
- 2024 — во внимание к усердным архипастырским трудам и в связи с 50-летием архиерейской хиротонии, Святейший Патриарх возложил орден Русской Православной Церкви свт. Алексия митрополита Киевского, Московского и всея Руси I степени[16]

#### НаградыПольской православной церкви
- 1985 — Орден Святой Марии Магдалины

## Санкции
24 января 2023 года, на фоне вторжения России на Украину, попал в санкционный список Украины с блокировкой активов, ограничением торговых операций, блокированием вывода капиталов за пределы страны и лишением государственных наград Украины.